# Fikon (kortfilm)
Fikon är en svensk kortfilm från 2015 skriven och regisserad av Nicolas Kolovos. På sin dödsbädd ber en kvinna sin man om ett fikon. För mannen blir anskaffandet av detta strapatsrikt.